# Idaea trissomita
Idaea trissomita är en fjärilsart som beskrevs av Turner 1941. Idaea trissomita ingår i släktet Idaea och familjen mätare. Inga underarter finns listade i Catalogue of Life.